# Marianne Walla
Marianne Walla (geboren am 9. April 1905 in Wien; gestorben 1980 in Schottland) war eine österreichische Film- und Theaterschauspielerin. Nach Hitlers Machtergreifung in Österreich musste sie in nach Großbritannien emigrieren.
Im Jedermann bei den Salzburger Festspielen übernahm sie von 1930 bis 1937 die Rolle der Guten Werke. Zwei Auftritte der Künstlerin im ABC im Regenbogen in Wien sind belegt, jeweils in Stücken von Jura Soyfer: 1937 war sie in Die Botschaft von Astoria zu sehen, 1938 verkörperte sie die Königin in Broadway-Melodie 1492, inszeniert von Rudolf Steinböck.
Im Austrian Centre in London war sie bei der Eröffnung der österreichischen Exilbühne Das Laterndl am 27. Juni 1939 beteiligt: In der Regie von Martin Miller spielte sie die Fritzi in Jura Soyfers Der Lechner Edi schaut ins Paradies. In den Nachkriegsjahren wurde sie für eine Reihe von Film- und Fernsehproduktionen verpflichtet. Marianne Walla hatte 1943 den britischen Staatsbürger John M. Brice geheiratet.

## Gedenken

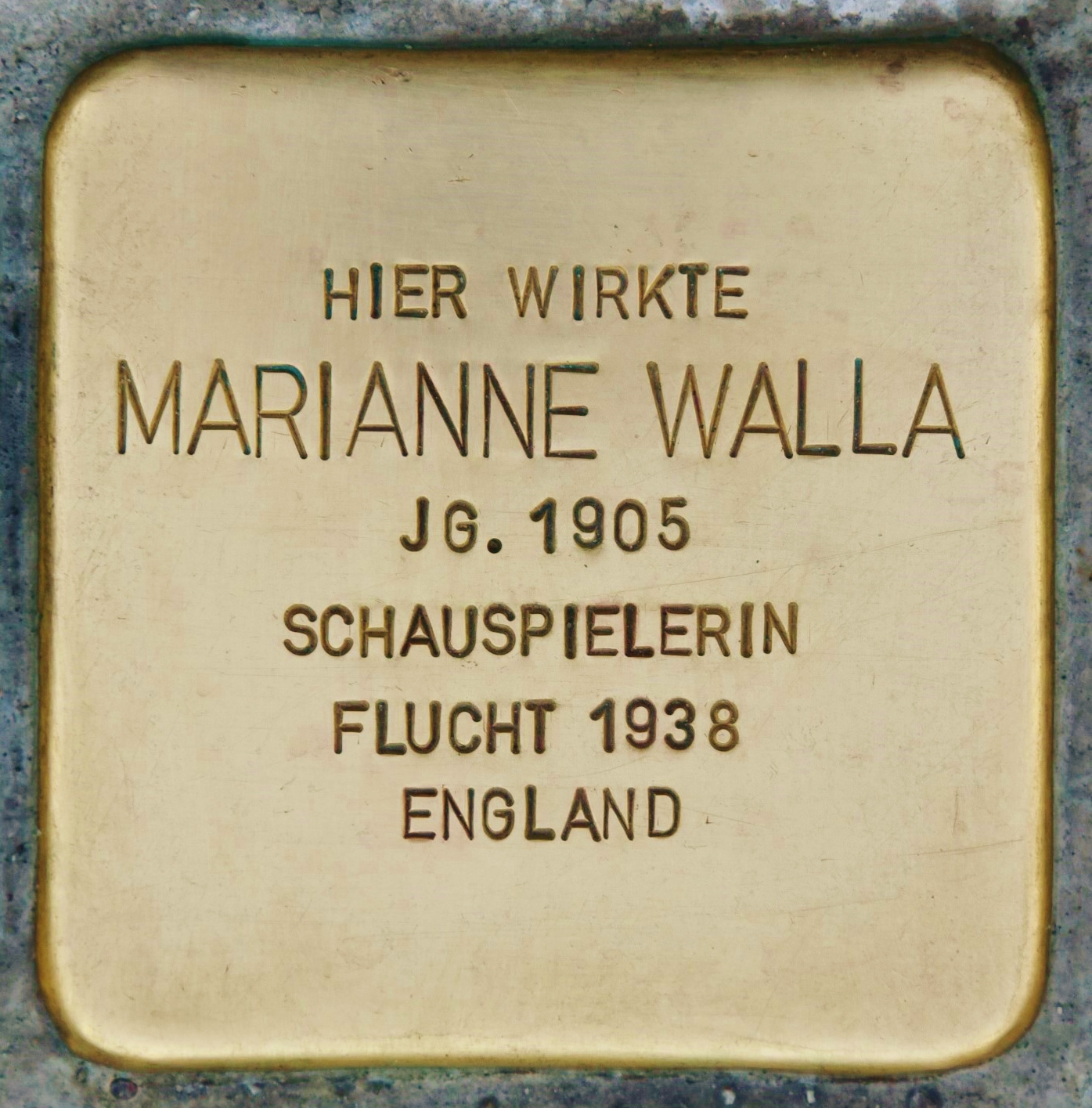
Stolperstein in Salzburg

Am 17. August 2020 wurde durch den Künstler Gunter Demnig vor dem Haus für Mozart in Salzburg ein Stolperstein für sie verlegt.

## Filmografie
- 1950: Odette
- 1954: Das geteilte Herz (The Divided Heart)
- 1955: Breakaway
- 1957: Overseas Press Club: Two Against the Kremlin
- 1957: A Time of Day (TV, 2 Folgen)
- 1957: Der Ring der Gejagten (Count Five and Die)
- 1958: BBC Sunday-Night Theatre: The Captain of Koepenick
- 1958: Carve Her Name with Pride
- 1961: Magnolia Street (TV)
- 1961: Storyboard (TV)